# Kapturako
Kapturako (latin: Tauraco corythaix) er en turakoart, der lever i Sydafrika.
Underarten Tauraco corythaix corythaix lever i det sydlige Swaziland og sydøstlige Sydafrika, den sydlige del af KwaZulu-Natalprovinsen og den østlige del af Vest-Kapprovinsen.
Underarten Tauraco corythaix phoebus lever i det nordøstlige Sydafrika, Limpopoprovinsen og Mpumalangaprovinsen, samt det nordvestlige Swaziland.
IUCN kategoriserer arten som ikke truet.